# Sielsowiet
Sielsowiet (ros. сельсовет, сельский совет; biał. сельсавет, сельскi савет; ukr. сільрада, сільська рада, pol. dosł. rada wiejska) – organ władzy lub jednostka administracyjno-terytorialna w niektórych państwach byłego ZSRR, a w przeszłości – w całym ZSRR.

## Sielsowiety w ZSRR

### Dekret o komitetach ziemskich z 1917 roku
Początkowo wywodzący się z komitetu wołostnego sielsowiet pełnił funkcje organu władzy na najniższym szczeblu systemu Rady Narodowych Deputowanych. Zgodnie z postanowieniem sownarkomu z 25 grudnia 1917 roku (według nowego stylu 7 stycznia 1918 roku) O miejscowych komitetach ziemskich zaczęto likwidację najniższych administracyjnych i ziemskich organów Rządu Tymczasowego: wołostnych komitetów wykonawczych i ziemskich zarządów, które praktycznie nie zaczęły jeszcze funkcjonować w pełni po rewolucji lutowej. Powszechnie w guberniach, ujezdach i wołostach powoływano komitety ziemskie, w skład których wybierano w głosowaniu powszechnym, tajnym i równym jednego członka na pięciuset mieszkańców danej jednostki terytorialnej. Do komitetów wołostnych powoływano także po jednym przedstawicielu z sąsiednich wołostów. Raz do roku jeden przedstawiciel komitetu wołostnego był oddelegowany na zjazd gubernialny. Kierowaniem sprawami bieżącymi zajmować się miały powołane do tych celów kolegialne organy wykonawcze, tak zwane zarządy ziemskie.
Dekret sownarkomu określał także obowiązki komitetu wołostnego. Do nich należały: rozporządzanie skonfiskowanym majątkiem, rozstrzygnięcie sporów i nieporozumień we własnym wołoście, wykonanie poleceń komitetów gubernialnego i ujezdowego w sprawach związanych z gromadzeniem informacji potrzebnej do reformy ziemskiej, a także przedstawianie propozycji i wniosków do opracowania tejże reformy oraz przygotowanie warunków do jej przeprowadzenia, ogłoszenie i wykonanie rozporządzeń komitetów gubernialnego u ujezdnego w sprawach ziemskich.
Komitet wołostny miał prawo wydawać własne zarządzenia, które mogły być zaskarżane w komitetach ujezdowych. Budżet komitetu wołostnego był formowany z ziemskiego fondu gubernialnego i uzgadniany corocznie na zjazdach gubernialnych.

### Sielsowiety w Konstytucji RFSRR 1918 roku
10 lipca 1918 roku została przyjęta Konstytucja Rosyjskiej Federacyjnej Socjalistycznej Republiki Radzieckiej, której artykuł 10 rozdziału 5 ustanawiał sielsowiety jako organy władz miejscowych:

Cała władza w obrębie Rosyjskiej Federacyjnej Socjalistycznej Republiki Radzieckiej należy do pracującej ludności państwa, zjednoczonej w miejskie i sielskie rady.

W Konstytucji została szczegółowo omówiona organizacja miejscowej władzy Rad: sielsowiety wchodziły w skład miejscowych organów władzy i należały do systemu Zjazdów Rad na poziomie ujezdów (od 1920 roku rejonów). i wołostów. Skład ujezdowego zjazdu sowietów był obliczany na podstawie: jeden deputowany na tysiąc mieszkańców, ale nie więcej niż trzystu deputowanych na cały ujezd. W przypadku, gdy sielskie miejscowości liczyły poniżej tysiąca mieszkańców, dla powołania delegatów na zjazd ujezdowy łączono kilka mniejszych miejscowości. W zjazdach wołostnych udział brała dziesiąta, wydelegowana, część deputowanych sielsowietu. Gdy sielsowiet liczył mniej niż dziesięciu członków, na zjazd wołostny udawał się jeden przedstawiciel danego sielsowietu. Przy sielsowietach powołano komitety wykonawcze, które miały za zadanie realizować cele i zadania władzy radzieckiej. Od sielsowietów wymagano półrocznych i rocznych sprawozdań o wydatkach. Ich budżet był zatwierdzany na zjazdach obwodowych i gubernialnych.

### Zmiany odnośnie do sielsowietów w ustawodawstwie ZSRR
VII Ogólnorosyjski Zjazd Sowietów 12 grudnia 1919 roku wytyczył drogę do uporządkowaniu systemu władzy państwa socjalistycznego. W postanowieniu O budowie socjalizmu nałożono obowiązek opracowania zarządzenia o organizacji sielsowietów na Wszechrosyjski Centralny Komitet Wykonawczy. Rezolucja z VIII Ogólnorosyjskiej Konferencji RKP(b) przewidywało zakładanie przy sielsowietach komórek partyjnych w celu zwiększenia zainteresowania chłopstwa sprawami wsi. 15 lutego 1920 roku WCKW RSFRR zatwierdził zarządzenie O sielskich sowietach. W dokumencie postanowiono, że w wypadku, gdy liczba mieszkańców miejscowości wynosi mniej niż trzystu, to wybierano jedno z poniższych rozwiązań:
- sprawy danej miejscowości są rozwiązywane na zebraniach wiejskich, zgodnie z artykułem 57 Konstytucji RSFRR 1918 roku,
- mieszkańcy biorą udział w wyborach sielsowietów w sąsiedniej miejscowości pod warunkiem, że spełnia ona wymogi do prawa utworzenia sielsowietu,
- łączy się z takąż małą miejscowością i razem tworzą wspólny sielsowiet[13].

W okresie wojny domowej w Rosji działalność Sowietów ograniczała się do wąskich kręgów politycznych: organów wykonawczych, ogólnorosyjskich zjazdów Sowietów, prezydiów komitetów wykonawczych i rewolucyjnych. VIII Ogólnorosyjski Zjazd Sowietów to zmienił: zarządził regularne wybory do wiejskich, wołostnych, miejskich i innych rad w określonych okresach, a także regularne zjazdy wymienionych Sowietów. Jeśli w zarządzeniu z 1920 roku został określony jedynie schemat przeprowadzania wyborów do wiejskich organów władzy, to postanowienie z 1922 roku zasady wyborów opisywało bardzo dokładnie:
- wybory przeprowadzane są raz w roku,
- delegaci do sielsowietu są wybierani przez obywateli na wspólnym zebraniu,
- wybory są kontrolowane przez komisje wiejskie, powołane przez wyborcze komisje wołostne w składzie dwóch przedstawicieli sielsowietu i jednego z wołostnej komisji wyborczej,
- wiejskie komisje wyborcze ogłaszają dzień wyborów, organizują wiece przedwyborcze, na których wyborcy poznają kandydatów, porządek wyborów, prawa wyborcze, program Sowietów[14].

Wszystkie wytyczne VIII Ogólnorosyjskiego Zjazdu Sowietów zostały uwzględnione w zarządzeniu WCKWR „O sielskich sowietach” z 26 stycznia 1922 roku.

## Sielsowiety po upadku ZSRR

### Białoruś
Na Białorusi sielsowiety (sielskie sowiety) to najniższe jednostki administracyjno-terytorialne, odpowiadające polskim gminom. Wchodzą w skład rejonów. Sielsowiet obejmuje przeważnie od kilku do kilkudziesięciu miejscowości (np. sielsowiety w rejonie grodzieńskim obejmują od 11 do 49 wsi) – na terenach przedwojennej Polski granice obecnych sielsowietów pokrywają się z grubsza z granicami przedwojennych gmin. Centrum administracyjne znajduje się we wsi (sielsowiet) lub osiedlu typu miejskiego (posielkowyj sowiet). Organem władzy sielsowietu jest Wiejska Rada Narodowych Deputowanych.
Na dzień 1 lutego 2008 roku liczba sielsowietów na Białorusi wynosiła 1465.

### Rosja
W Rosji pojęcie sielsowiet ma kilka znaczeń w zależności od regionu. Na przykład w obwodzie niżnonowogrodzkim jest to zarówno jednostka administracyjno-terytorialna, w której granicach znajduje się kilka zamieszkałych punktów, jak i organ władzy municypalnej, znajdującej się w danym sielsowiecie. Analogicznie jest w obwodzie astrachańskim i wołgogradzkim.

### Ukraina
Na Ukrainie po rozpadzie ZSRS funkcjonowały silskie rady.
5 lutego 2015 roku Rada Najwyższa Ukrainy uchwaliła ustawę „O dobrowolnym łączeniu gromad terytorialnych”, na podstawie której do kwietnia 2020 duża część silskich rad połączyła się dobrowolnie w 1001 połączonych hromad terytorialnych (OTH). 12 czerwca 2020 roku rząd Ukrainy zatwierdził miejscowości, które zostały siedzibą władz hromad, oraz administracyjnie połączył te silskie rady, które do tego dnia nie zdecydowały się na połączenie, sumarycznie w 1470 połączonych hromad terytorialnych.